# Прикордонне (Болградський район)
Прикордо́нне (у минулому: Село № 6, Віттенберґ, Малояросла́вець Пе́рший)  — село Тарутинської селищної громади в Болградському районі Одеської області в Україні. Засноване свого часу німецькими колоністами. Відстань до Бессарабського становить близько 16 км і проходить автошляхом місцевого значення.
Неподалік від села розташований пункт пропуску через молдовсько-український кордон Малоярославець 1—Чадир-Лунга.

## Історія
За даними 1859 року у німецькій колонії Малоярославець Перший (Киргиз, Віттенберґ) Аккерманського повіту Бессарабської області мешкало 1146 осіб (578 чоловічої статі та 568 — жіночої), налічувалось 91 дворове господарство, існували лютеранський молитовний будинок та сільське училище.
Станом на 1886 рік у німецькій колонії, центрі Малоярославецької волості, мешкало 1570 осіб, налічувалось 167 дворових господарств, існували лютеранська церква, школа, 3 лавки.
За переписом 1897 року кількість мешканців зменшилась до 1595 осіб (813 чоловічої статі та 782 — жіночої), з яких 1500 — лютеранської віри.
12 червня 2020 року, відповідно до Розпорядження Кабінету Міністрів України від № 724-р «Про визначення адміністративних центрів та затвердження територій територіальних громад Одеської області», увійшло до складу Тарутинської селищної територіальної громади.
19 липня 2020 року, в результаті адміністративно-територіальної реформи і ліквідації Тарутинського району, село увійшло до складу новоутвореного Болградського району.
19 вересня 2024 року Верховна Рада підтримала перейменування села Малоярославець Перший на Прикордонне. 26 вересня 2024 року перейменування набуло чинності.

## Населення
Згідно з переписом УРСР 1989 року чисельність наявного населення села становила 576 осіб, з яких 263 чоловіки та 313 жінок.
За переписом населення України 2001 року в селі мешкало 596 осіб.

### Мова
Розподіл населення за рідною мовою за даними перепису 2001 року:
| Мова       | Чисельність | Відсоток |
| ---------- | ----------- | -------- |
| румунська  | 231         | 38,63%   |
| російська  | 226         | 37,79%   |
| українська | 105         | 17,56%   |
| болгарська | 27          | 4,51%    |
| гагаузька  | 8           | 1,34%    |
| білоруська | 1           | 0,17%    |
| Усього     | 598         | 100%     |

## Відомі люди
- Андреас Відмер (1856—1931) — німецький фермер і політик.